# Benoit (Patrizierfamilie)

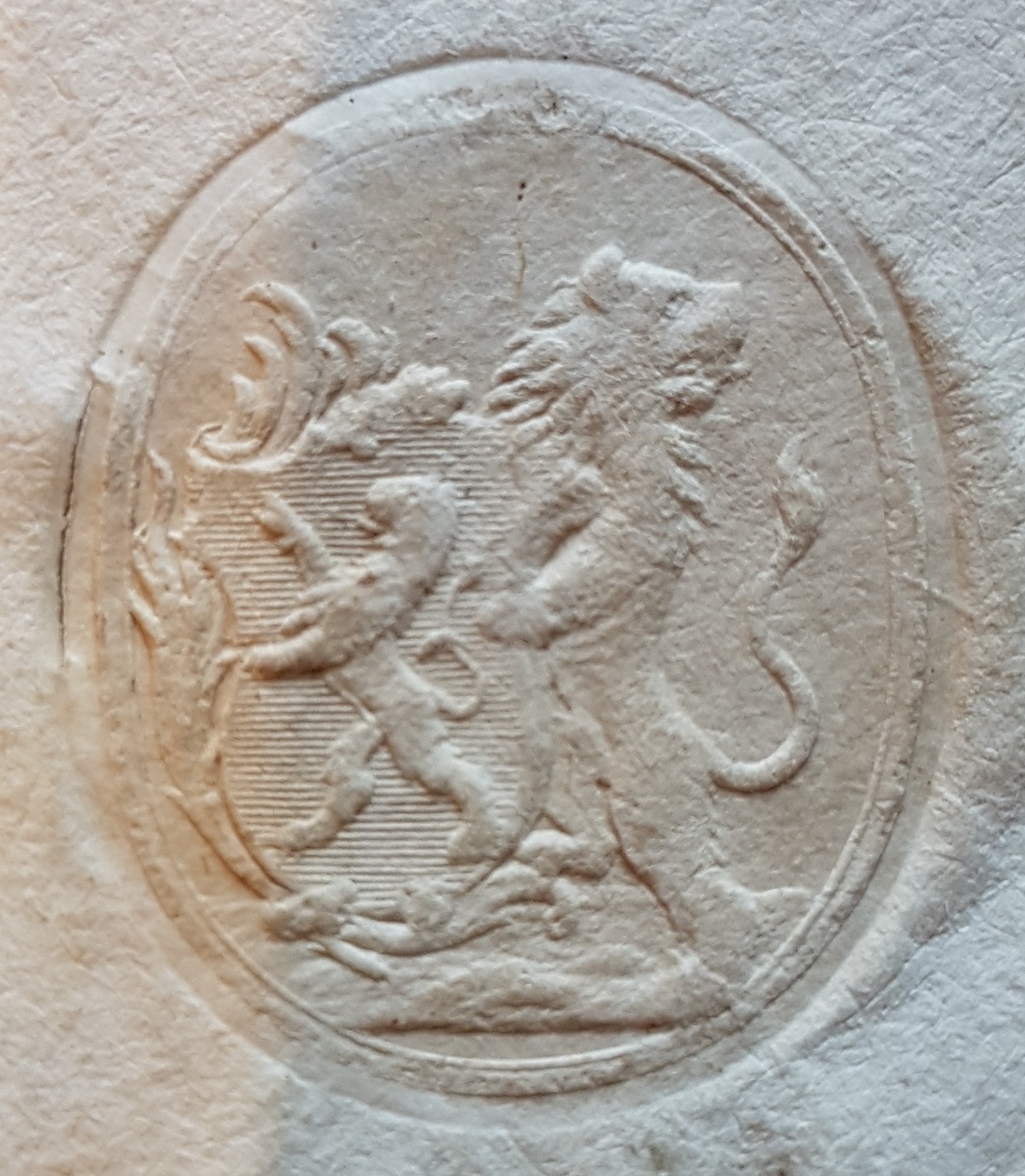
Abraham Benoit, Papiersiegel (1760)

Die Familie von Benoit ist eine ursprünglich aus Champrond in der Dauphiné stammende Familie, die seit 1655 das Burgerrecht der Stadt Bern besitzt und der Gesellschaft zu Pfistern angehört.

## Geschichte
Die Familie gelangte mit dem Arzt Georg Benoit (1546–1596) nach Genf. Sein Sohn Jean Benoit (1585–1664) war Professor für Philosophie in Lausanne und Saumur. Sein ältester Bruder Pierre Benoit (1576–1623) war Apotheker in Genf. Dessen Sohn Georg Benoit (1612–1672) wiederum war Feldscher im Regiment von Wattenwyl, später zum Stadtarzt in Bern berufen. 1655 erhielt er geschenkweise das Burgerrecht der Stadt Bern. Damit gehörte sie zu den regimentsfähigen Geschlechtern von Bern.
Angehörige des Familienzweigs besassen den sogenannten Landhof in Bern, den sogenannten Stock in Ittigen, das Haus Münstergasse 28 in Bern sowie ein Gut in Vignolo bei Stresa.

## Personen
- Georg Benoit (1612–1672), Arzt, Feldscher im Regiment von Wattenwyl
- Albrecht Benoit (1654–1739), Arzt, Stadtphysikus, Schaffner im Interlakenhaus
- Johann Friedrich Benedikt Benoit (1676–1727)[2], Professor der Philosophie
- Abraham Benoit (1703–1775), Schreiber der Seckelschreiberei, Buchhalter von Burgern, Landvogt zu Interlaken, Landvogt zu Brandis.
- Abraham Friedrich Benoit (I.) (1736–1824), Kaufhaussekretär, Landvogt zu Brandis
- Abraham Friedrich Benoit (II.) (1770–1841), Kaufhaussekretär, Kanzleisubstitut, Stadtschreiber zu Bern, Ratsschreiber, Gutsbesitzer und Gemeindepräsident in Ittigen
- Friedrich Wolfgang Eduard von Benoit (1880–1939), Kaufmann in Lausanne, Zentralsekretär des Blauen Kreuzes, Oberst

## Archive
- Streubestände in der Burgerbibliothek Bern.
- Teilung über die Verlassenschaft Abraham Friedrich Benoit (1825), DQ 1069 im Katalog des Staatsarchivs Bern.